# Aldeia Nova (Trancoso)
Aldeia Nova es una freguesia portuguesa del concelho de Trancoso, con 25,60 km² de superficie y 394 habitantes (2001). Su densidad de población es de 15,4 hab/km².